# Форт-Едвард (містечко, Нью-Йорк)
Форт-Едвард (англ. Fort Edward) — місто (англ. town) в США, в окрузі Вашингтон штату Нью-Йорк. Населення — 5991 особа (2020).

## Демографія
Згідно з переписом 2010 року, у місті мешкала 6371 особа в 2383 домогосподарствах у складі 1599 родин. Було 2608 помешкань
Расовий склад населення:
| - 97,1 % — білих - 0,9 % — чорних або афроамериканців - 0,3 % — корінних американців - 0,3 % — азіатів |

До двох чи більше рас належало 1,1 %. Частка іспаномовних становила 1,9 % від усіх жителів.
За віковим діапазоном населення розподілялося таким чином: 22,3 % — особи молодші 18 років, 61,3 % — особи у віці 18—64 років, 16,4 % — особи у віці 65 років та старші. Медіана віку мешканця становила 40,1 року. На 100 осіб жіночої статі у місті припадало 98,9 чоловіків;  на 100 жінок у віці від 18 років та старших — 95,6 чоловіків також старших 18 років.
Середній дохід на одне домашнє господарство  становив 62 637 доларів США (медіана — 49 099), а середній дохід на одну сім'ю — 71 542 долари (медіана — 53 485). Медіана доходів становила 46 165 доларів для чоловіків та 35 854 долари для жінок. За межею бідності перебувало 10,4 % осіб, у тому числі 5,4 % дітей у віці до 18 років та 3,6 % осіб у віці 65 років та старших.
Цивільне працевлаштоване населення становило 2595 осіб. Основні галузі зайнятості: освіта, охорона здоров'я та соціальна допомога — 20,7 %, роздрібна торгівля — 19,9 %, виробництво — 10,3 %, науковці, спеціалісти, менеджери — 9,9 %.